# 中央人民政府纺织工业部
中华人民共和国中央人民政府纺织工业部是根据1949年9月27日中国人民政治协商会议第一届全体会议通过的《中华人民共和国中央人民政府组织法》第十八条的规定，于1949年10月设置的一个部门。1954年9月，第一届全国人民代表大会第一次会议在北京召开，会议通过了《中华人民共和国宪法》和《中华人民共和国国务院组织法》，成立中华人民共和国国务院。根据《国务院组织法》的规定，原中央人民政府纺织工业部的工作移交给中华人民共和国纺织工业部负责。

## 部门工作
按照相关规定，中央人民政府纺织工业部在中央人民政府政务院财政经济委员会的指导下展开工作。负责统一领导全国范围内的纺织工业相关工作。

## 管理模式
中华人民共和国成立初期，纺织工业的国营经济成分，主要是通过接管官僚资本主义纺织工业企业并对其加以社会主义改造后形成的，纱锭占全国棉纺纱锭总数的36%；民族资本主义纺织工业所占比重较大，在全国棉纺纱锭中占到60%的比重；手工纺织工业企业单位数量虽然占绝对优势，但总的生产规模都不大，在纺织生产中不占有重要地位。
中央人民政府纺织工业部主要是管理国营的纺织工业企业，在当时的大行政区设立纺织工业局，对企业实行“以部为主，与地方双重领导”的管理模式。

## 组织结构
中央人民政府纺织工业部成立后，机关设置为办公厅和7个相关司局所。随着建国后纺织工业的恢复和发展，以及管理体制逐步趋向集中统一，纺织工业部的机关设置相应进行了充实和加强。后经历次调整，至1954年9月时，共设有办公厅及13个厅司局级机关。
1949年9月成立时的机构设置：
- 中央人民政府纺织工业部
  - 办公厅 主任袁超俊
  - 计划司
  - 业务司
  - 制造司
  - 人事司
  - 纺织纤维检验所
  - 华东纺织管理局（办公地点在上海）
  - 华北纺织管理局（办公地点在天津）

1954年9月时的机构设置：
- 中央人民政府纺织工业部
  - 办公厅
  - 计划司
  - 财务司
  - 生产技术司
  - 人事司
  - 劳动工资司
  - 基本建设局
  - 机械制造局 局长袁超俊
  - 纤维检验总局
  - 供销总局
  - 监察室
  - 华东纺织管理局（办公地点在上海）
  - 华北纺织管理局（办公地点在天津）
  - 西北纺织管理局（办公地点在西安）

## 历任部长
- 曾山（1949年10月—1952年8月）
- 蒋光鼐（1952年8月—1954年9月）

## 副部长
- 钱之光
- 陈维稷（民主建国会，原中国纺织建设公司总工程师）
- 张琴秋
- 韩纯德（原华北行政委员会财政经济委员会副主任，1954年6月）